# Beilstein (Mosel)
Pour les articles homonymes, voir Beilstein.
Beilstein  est une commune de l'arrondissement de Cochem-Zell dans le land Rhénanie-Palatinat, Allemagne. Elle est située sur la Moselle. La ville est une destination touristique en plus de bénéficier d'une importante activité viticole.

## Géographie

## Histoire

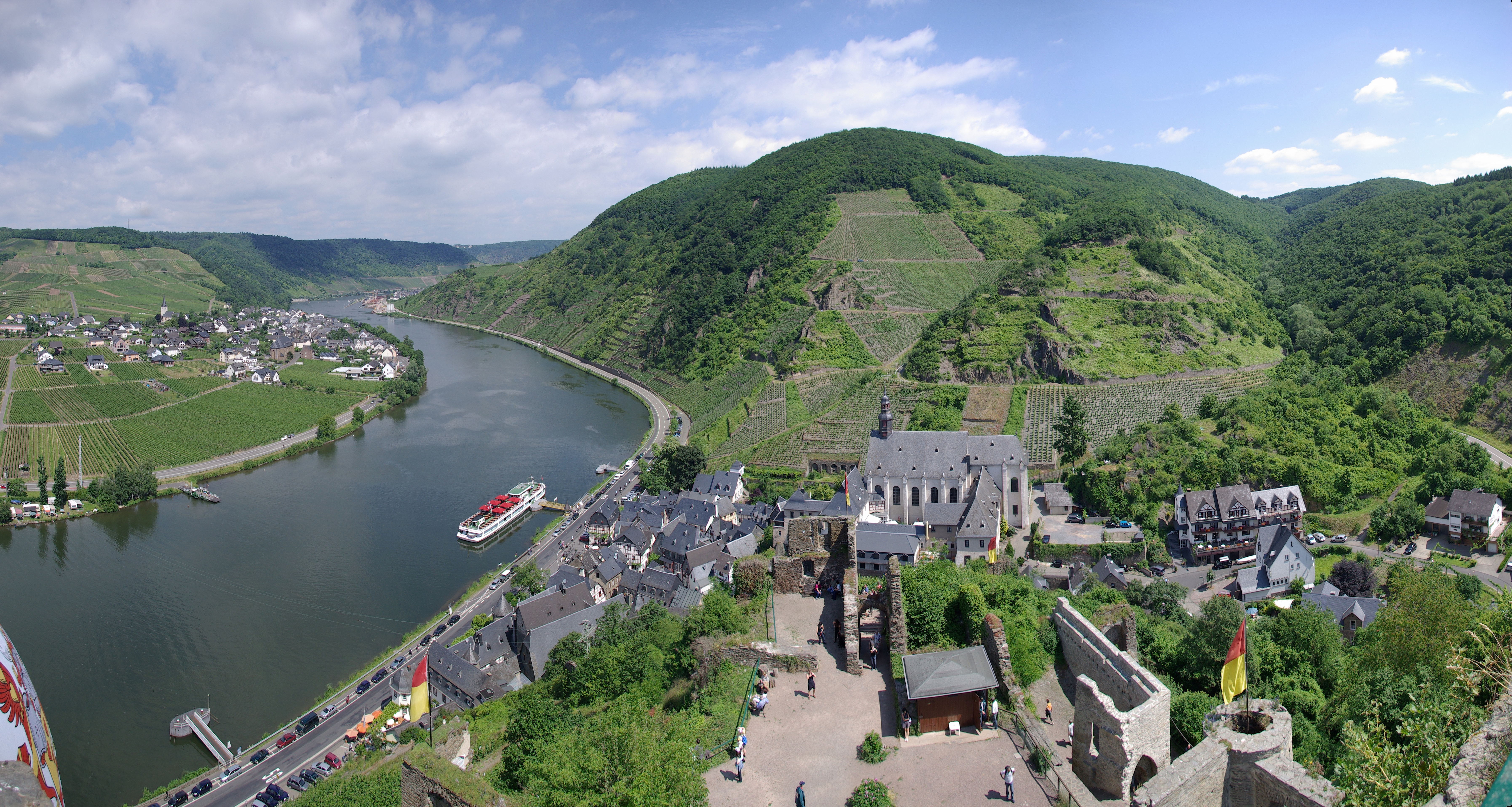

Des restes funéraires établissent que Beilstein a été occupé vers l'an 800.
À partir de 1268, le lieu est le fief des seigneurs von Braunshorn (En 1309, Johann von Braunshorn (1299-1346) reçoit Beilstein du roi Henry VII). Il est établi qu'une communauté juive y existe en 1309 (le cimetière juif est encore visible). L'ancienne église paroissiale est fondée en 1310.
En 1652, le fief revient aux von Metternich. En 1689, le château fort est détruit par les troupes françaises. Un monastère de Carmélites y est fondé en 1636 (l'ordre étant abrogé en 1803), et la première pierre de l'église du cloître est posée en 1691; elle est achevée en 1783.
L'ère des von Metternich s'achève en 1794, avec l'occupation de la région par l'armée révolutionnaire française. En 1815, la seigneurie est attribuée au Royaume de Prusse.
Depuis 1946, Beilstein fait partie du Land de Rhénanie-Palatinat.

## Culture
La petite ville est l'une des mieux conservées parmi les cités historiques de la Moselle : elle se niche dans une boucle de la rivière, protégée par les ruines du burg Metternich, qui a appartenu à la famille princière du même nom.
L'endroit est un lieu de pèlerinage : une Vierge Noire miraculeuse d'origine espagnole (datant du XIIe ou du XIIIe siècle) est un vestige de la brève occupation espagnole après la guerre de Trente Ans. L'orgue de l'église abbatiale, de 1738, est l'œuvre du facteur d'orgues Balthasar König de Münstereifel (Cologne) et a été restauré en 2002.
Le peintre Clarkson Frederick Stanfield représente le site vers 1836-1837, dans une huile sur toile intitulée Beilstein sur la Moselle qui est conservée à la Wallace Collection à Londres.